# Southend United FC
Southend United Football Club is een Engelse voetbalclub, opgericht in 1906. De club komt uit in de National League en speelt haar wedstrijden op Roots Hall in Southend-On-Sea. In de jaren negentig kende de club haar beste jaren, toen het zes jaar uitkwam op het tweede niveau.
De ploeg trad in 1920 toe tot de English Football League en werd ingedeeld in de Third Division, waar het ruim vier decennia zou doorbrengen. In 1922 en 1935 eindigde Southend bij de onderste twee, maar kon het zich redden via herverkiezing. Het eerste kampioenschap in de League vond plaats in 1981, toen de Fourth Division werd gewonnen. De jaren tachtig waren zeer wisselvallig en Southend promoveerde en degradeerde meerdere malen tussen het derde en het vierde niveau van het Engelse profvoetbal. In 1991 schreef de ploeg historie en promoveerde het naar het tweede niveau. Een jaar later werd de Premier League opgericht en kwam Southend een niveau daaronder in de First Division te spelen. Halverwege de jaren negentig daalde de ploeg af en na twee achtereenvolgende degradaties was het weer terug te vinden in de onderste regionen van de Football League.
Na de eeuwwisseling leefde de ploeg nog een keer op. In het seizoen 2005/06 werd het kampioenschap in de League One behaalde waardoor het promoveerde naar de Championship. Dit bleek echter te hoog gegrepen en de ploeg degradeerde na een jaar gelijk weer terug. Wel reikte Southend United dat seizoen tot de kwartfinale van de League Cup door in de ronde daarvoor verrassend te winnen van titelhouder Manchester United, een historische overwinning in de clubgeschiedenis. Sindsdien bungelde de club heen en weer tussen de League One en de League Two, tot de degradatie in 2021. Na 101 jaar in de Football League zakte de club voor het seizoen 2021/22 naar de National League.

## Clubgeschiedenis

### Twintigste eeuw
Southend United FC werd opgericht in 1906 en speelde in de Southern League, tot ze in 1920 mede-oprichter waren van de nieuwe Third Division van de Football League; ze eindigden 17e in hun allereerste seizoen. In 1921 werd de Derde Klasse geregionaliseerd, waarbij Southend United zich bij de Third Division South voegde en hier bleven ze tot de herstructurering van de competitie in 1958. Southend kwam twee keer dicht bij promotie toen ze in 1932 en 1950 als derde eindigden, de hoogste eindklassering van de club tot 1991. 
De club trad in 1958 toe tot de nieuwe nationale Third Division, waar ze bleven tot 1966 toen ze voor het eerst degradeerden naar de Fourth Division. De club moest zes seizoenen wachten tot 1972 om de allereerste promotie van de club als runner-up achter Grimsby Town te ervaren. In 1976 leed Southend opnieuw degradatie voordat het in 1978 opnieuw promoveerde na een tweede plek achter Watford. Een andere degradatie in 1980 werd direct gevolgd door een van de meest succesvolle seizoenen in de geschiedenis van de club toen ze in 1981 het kampioenschap van de Fourth Division wonnen.
In 1984 stond Southend United onder leiding van Engels international Bobby Moore. In zijn eerste seizoen vermeed Southend ternauwernood de plekken waarbij herverkiezing noodzakelijk zou zijn. Het volgende seizoen eindigde de ploeg stabiel in de middenmoot, waarna Moore besloot de ploeg te verlaten. In 1991 eindigde Southend als vice-kampioen in de Third Division en promoveerde het voor het eerst in de clubgeschiedenis naar de Second Division. Een jaar later vond de introductie van de Premier League plaats, waardoor de First Division het nieuwe tweede niveau van het Engelse voetbal werd. Hier zou Southend het uiteindelijk vijf seizoenen volhouden, alvorens twee achtereenvolgende degradatie ervoor zorgden dat de ploeg in 1998 weer op het laagste profniveau opereerde. 

### Eenentwintigste eeuw
De ploeg kende aan het begin van de 21e eeuw een vrij anoniem bestaan, tot het in 2006 na een tweede opeenvolgende promotie doorstoomde naar de Championship. Het betekende voor de ploeg een terugkeer op het tweede niveau in bijna tien jaar tijd. De terugkeer was echter van korte duur en de ploeg degradeerde aan het einde van het seizoen terug. Wel reikte Southend United dat seizoen tot de kwartfinale van de League Cup door in de ronde daarvoor verrassend te winnen van titelhouder Manchester United, een historische overwinning in de clubgeschiedenis. Voor de kwartfinale mocht de ploeg in december 2006 aantreden op White Hart Lane tegen Tottenham Hotspur. De Premier League-club had in de voorgaande ronde een verlenging nodig gehad om te winnen van derdeklasser Port Vale, waardoor een stunt voor Southend United niet onmogelijk werd geacht. Dankzij een aantal goede reddingen van Southport-doelman Darryl Flahavan stond na negentig minuten de brilstand op het scorebord. In de verlenging ging het echter alsnog mis voor de Shrimpers, toen Jermain Defoe namens Tottenham de enige treffer van de wedstrijd maakte.

#### Recente jaren en financiële problemen

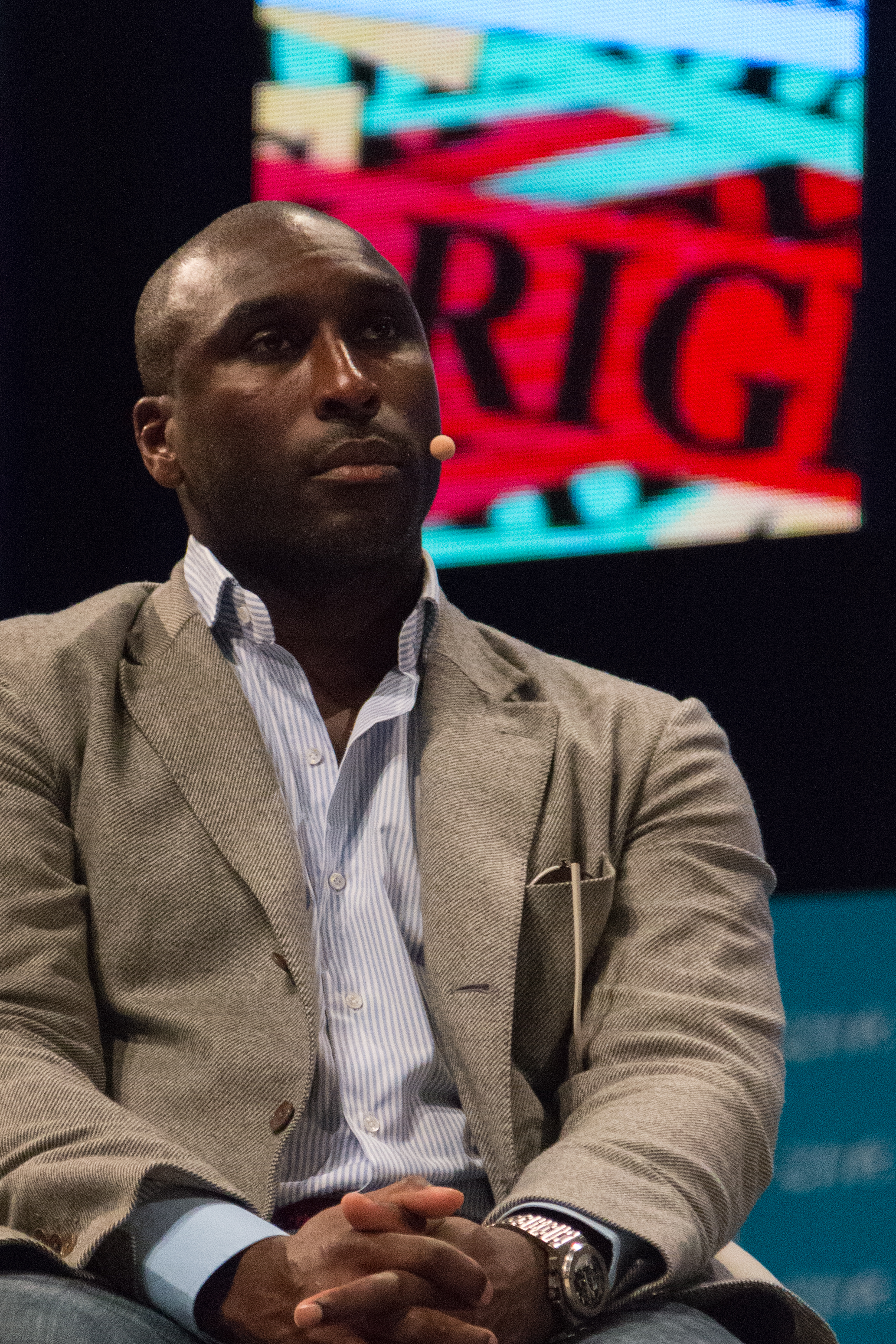
Sol Campbell werd in 2019 aangesteld als nieuwe trainer van Southend United.

In hun eerste seizoen terug in de League One wist Southend United gelijk de play-offs om promotie te halen, maar verloor hier in de halve finale ruim van Doncaster Rovers. Twee jaar later eindigde de ploeg in de degradatiezone en daalde het af naar de League Two. Dit kwam mede door zware financiële problemen binnen de club, zo bleven spelers onbetaald en kreeg de club een transferverbod opgelegd. In april 2010 wist de club de openstaande belastingschuld af te lossen. Vier maanden later werden alle acties tegen Southend United ingetrokken en werd een akkoord bereikt met HMRC, de Britse belastingdienst. Na vijf seizoenen in de League Two viel er weer wat te vieren. Aan het einde van het seizoen 2014/15 won Southend United, onder leiding van trainer Phil Brown de play-off finale op Wembley. Wycombe Wanderers werd na strafschoppen opzij gezet. 
Op 22 oktober 2019 werd Sol Campbell benoemd tot trainer van Southend. De voormalig Engeland-international had het voorgaande seizoen Macclesfield Town FC op de laatste speeldag weten te behoeden voor degradatie uit de Football League. Het seizoen 2019/20 van Southend werd echter gekenmerkt door financiële problemen. Net als tien jaar eerder bleven spelers meerdere malen onbetaald en kreeg de club ook een transferverbod opgelegd van de Engelse voetbalbond. Op 9 juni werd het seizoen vroegtijdig afgebroken als gevolg van de Coronacrisis in het Verenigd Koninkrijk, waarbij de eindstand werd bepaald op basis van het gemiddeld behaalde aantal punten per wedstrijd. Southend United degradeerde naar de League Two. De volgende dag kondigde de club aan dat het de hele spelersgroep met verlof zou laten gaan, maar die gingen hier niet mee akkoord. Op 30 juni 2020 verlieten manager Campbell en zijn drie assistenten de club. De club wist slechts 4 van de 23 wedstrijden onder zijn leiding winnend af te sluiten.
Southend United stelde vervolgens Mark Molesley aan als opvolger van Campbell. Twee maanden later wist de club de belastingschulden van bijna een half miljoen pond  af te lossen en was het voorlopig financieel gered. De club kon de kosten ophoesten nadat in april was aangekondigd dat er een overeenkomst was bereikt met de gemeenteraad om hun stadiongrond te verkopen aan projectontwikkelaars. De sportieve resultaten verbeterden echter niet. Molesley werd in april 2021 ontslagen nadat Southend  slechts acht van de vijfenveertig wedstrijden onder zijn leiding winnend had weten af te sluiten. Een opvolger werd aangesteld met de terugkeer van Phil Brown, maar hij wist het tij niet te keren. De club bracht het gehele seizoen door in de degradatiezone en op 1 mei 2021 was, ondanks een overwinning op Barrow, een tweede opeenvolgende degradatie een feit. Na 101 jaar in de Football League zakte de club voor het seizoen 2021/22 naar de National League.

## Eindklasseringen vanaf 1946/47
- 1947 8e
Third Division North / South
- 1948 9e
Third Division North / South
- 1949 18e
Third Division North / South
- 1950 3e
Third Division North / South
- 1951 7e
Third Division North / South
- 1952 9e
Third Division North / South
- 1953 8e
Third Division North / South
- 1954 16e
Third Division North / South
- 1955 10e
Third Division North / South
- 1956 4e
Third Division North / South
- 1957 7e
Third Division North / South
- 1958 7e
Third Division North / South
- 1959 8e
Third Division
- 1960 12e
Third Division
- 1961 20e
Third Division
- 1962 16e
Third Division
- 1963 8e
Third Division
- 1964 14e
Third Division
- 1965 12e
Third Division
- 1966 21e
Third Division
- 1967 6e
Fourth Division
- 1968 6e
Fourth Division
- 1969 7e
Fourth Division
- 1970 17e
Fourth Division
- 1971 18e
Fourth Division
- 1972 2e
Fourth Division
- 1973 14e
Third Division
- 1974 12e
Third Division
- 1975 18e
Third Division
- 1976 23e
Third Division
- 1977 10e
Fourth Division
- 1978 2e
Fourth Division
- 1979 13e
Third Division
- 1980 22e
Third Division
- 1981 1e
Fourth Division
- 1982 7e
Third Division
- 1983 15e
Third Division
- 1984 22e
Third Division
- 1985 20e
Fourth Division
- 1986 9e
Fourth Division
- 1987 3e
Fourth Division
- 1988 17e
Third Division
- 1989 21e
Third Division
- 1990 3e
Fourth Division
- 1991 2e
Third Division
- 1992 12e
Second Division
- 1993 18e
First Division
- 1994 15e
First Division
- 1995 13e
First Division
- 1996 14e
First Division
- 1997 24e
First Division
- 1998 24e
Second Division
- 1999 18e
Third Division
- 2000 16e
Third Division
- 2001 11e
Third Division
- 2002 12e
Third Division
- 2003 17e
Third Division
- 2004 17e
Third Division
- 2005 4e
League Two
- 2006 1e
League One
- 2007 22e
Championship
- 2008 6e
League One
- 2009 8e
League One
- 2010 23e
League One
- 2011 13e
League Two
- 2012 4e
League Two
- 2013 11e
League Two
- 2014 5e
League Two
- 2015 5e
League Two
- 2016 15e
League One
- 2017 7e
League One
- 2018 10e
League One
- 2019 19e
League One
- 2020 22e
League One
- 2021 23e
League Two
- 2022 13e
National League
- 2023 8e
National League
- 2024 9e
National League
- 2025 7e
National League

- First Division
- Second Division
- Third Division
- Fourth Division
- Championship
- League One
- League Two
- National League

ⓘ In 1992 invoering van de Premier League en opheffing van de Fourth Division; in 2004 opheffing van de First, Second en Third Division.

## Bekende (oud-)spelers
- Jeroen Boere
- Arnau Caldentey
- Lee Chapman
- Mitchell Cole
- Stan Collymore
- Justin Edinburgh
- Eddie Firmani
- Bill Garner
- Shaun Goater
- Bart Griemink
- Harold Halse
- Gary Hooper
- Duncan Jupp
- Mike Marsh
- Roy McDonough
- Franck Moussa
- Garry Nelson
- Rob Newman
- Chris Powell
- Neville Southall
- Peter Taylor
- Steve Tilson
- Ronnie Whelan
- Anton Ferdinand

Aldershot Town ·
Altrincham ·
Boreham Wood ·
Boston United ·
Brackley Town ·
Braintree Town ·
Carlisle United ·
Eastleigh ·
Forest Green Rovers ·
Gateshead ·
Halifax Town ·
Hartlepool United ·
Morecambe ·
Rochdale ·
Scunthorpe United ·
Solihull Moors ·
Southend United ·
Sutton United ·
Tamworth ·
Truro City ·
Wealdstone ·
Woking ·
Yeovil Town ·
York City